# Fluoresceina
Fluoresceina – organiczny związek chemiczny, pochodna ksantenu będąca barwnikiem ksantenowym. W roztworach zasadowych fluoresceina wykazuje zielonożółtą fluorescencję, widoczną nawet przy rozcieńczeniu jak jeden do kilkudziesięciu milionów.
Sól disodowa fluoresceiny zwana jest uraniną lub żółcienią kwasową 73.
Fluoresceinę można otrzymać przez ogrzewanie bezwodnika ftalowego z rezorcyną (tak została otrzymana po raz pierwszy w 1871 r. przez Adolfa von Baeyera) w obecności katalizatora kwasowego, np. chlorku cynku ZnCl
2, wodorosiarczanu żelaza(II) Fe(HSO
4)
2, kwasu fosforowego H
3PO
4, kwasu siarkowego H
2SO
4 i in.:
Pochodną fluoresceiny w postaci leukobarwnika wykorzystuje się w kryminalistyce, do fluorescencyjnego wykrywania obecności krwi na miejscu zbrodni.